# Seznam měst v Lotyšsku

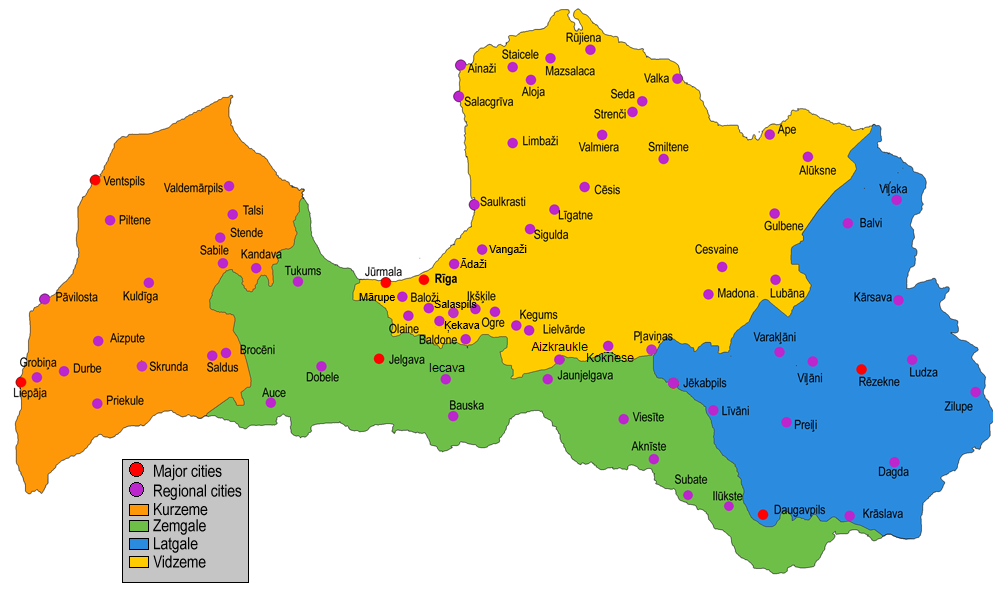
Lotyšská města na mapě kulturně-historických regionů

Na území Lotyšska se nachází celkem 76 měst. Devět z nich – Riga, Daugavpils, Liepāja, Jelgava, Jūrmala, Ventspils, Rēzekne, Valmiera a Jēkabpils – má zvláštní status republikového města (lotyšsky republikas pilsēta), tvořícího samosprávný celek nejvyšší úrovně. Zbylých 67 měst (lotyšsky novada pilsētas) je začleněno do 109 krajů (lotyšsky novadi), zahrnujících vedle samotného města i okolní obce. Většina měst představuje správní centrum některého z těchto krajů.

## Republiková města
| Znak | Jméno      | Galerie Commons                             | Počet obyvatel (k 1. 1. 2011) | Městská práva | Poloha                            | Kulturně-historický region |
| ---- | ---------- | ------------------------------------------- | ----------------------------- | ------------- | --------------------------------- | -------------------------- |
|      | Daugavpils | Kategorie „Daugavpils“ na Wikimedia Commons | 102 496                       | 1582          | Seznam měst v Lotyšsku (Lotyšsko) | Latgale                    |
|      | Jēkabpils  | Kategorie „Jēkabpils“ na Wikimedia Commons  | 26 284                        | 1670          | Seznam měst v Lotyšsku (Lotyšsko) | Sēlija                     |
|      | Jelgava    | Kategorie „Jelgava“ na Wikimedia Commons    | 64 516                        | 1573          | Seznam měst v Lotyšsku (Lotyšsko) | Zemgale                    |
|      | Jūrmala    | Kategorie „Jūrmala“ na Wikimedia Commons    | 56 060                        | 1920          | Seznam měst v Lotyšsku (Lotyšsko) | Vidzeme                    |
|      | Liepāja    | Kategorie „Liepāja“ na Wikimedia Commons    | 83 415                        | 1625          | Seznam měst v Lotyšsku (Lotyšsko) | Kuronsko                   |
|      | Rēzekne    | Kategorie „Rēzekne“ na Wikimedia Commons    | 34 596                        | 1773          | Seznam měst v Lotyšsku (Lotyšsko) | Latgale                    |
|      | Riga       | Kategorie „Riga“ na Wikimedia Commons       | 703 581                       | 1225          | Seznam měst v Lotyšsku (Lotyšsko) | Vidzeme                    |
|      | Valmiera   | Kategorie „Valmiera“ na Wikimedia Commons   | 27 040                        | 1323          | Seznam měst v Lotyšsku (Lotyšsko) | Vidzeme                    |
|      | Ventspils  | Kategorie „Ventspils“ na Wikimedia Commons  | 42 509                        | 1378          | Seznam měst v Lotyšsku (Lotyšsko) | Kuronsko                   |

## Města
| Znak | Jméno        | Galerie Commons                               | Počet obyvatel (k 1. 1. 2011) | Poloha                            | Kulturně-historický region | Kraj (novads) |
| ---- | ------------ | --------------------------------------------- | ----------------------------- | --------------------------------- | -------------------------- | ------------- |
|      | Ainaži       | Kategorie „Ainaži“ na Wikimedia Commons       | 994                           | Seznam měst v Lotyšsku (Lotyšsko) | Vidzeme                    | Salacgrīva    |
|      | Aizkraukle   | Kategorie „Aizkraukle“ na Wikimedia Commons   | 8 606                         | Seznam měst v Lotyšsku (Lotyšsko) | Vidzeme                    | Aizkraukle    |
|      | Aizpute      | Kategorie „Aizpute“ na Wikimedia Commons      | 5 068                         | Seznam měst v Lotyšsku (Lotyšsko) | Kuronsko                   | Aizpute       |
|      | Aknīste      | Kategorie „Aknīste“ na Wikimedia Commons      | 1 237                         | Seznam měst v Lotyšsku (Lotyšsko) | Sēlija                     | Aknīste       |
|      | Aloja        | Kategorie „Aloja“ na Wikimedia Commons        | 1 352                         | Seznam měst v Lotyšsku (Lotyšsko) | Vidzeme                    | Aloja         |
|      | Alūksne      | Kategorie „Alūksne“ na Wikimedia Commons      | 8 844                         | Seznam měst v Lotyšsku (Lotyšsko) | Vidzeme                    | Alūksne       |
|      | Ape          | Kategorie „Ape“ na Wikimedia Commons          | 1 067                         | Seznam měst v Lotyšsku (Lotyšsko) | Vidzeme                    | Ape           |
|      | Auce         | Kategorie „Auce“ na Wikimedia Commons         | 3 046                         | Seznam měst v Lotyšsku (Lotyšsko) | Zemgale                    | Auce          |
|      | Baldone      | Kategorie „Baldone“ na Wikimedia Commons      | 2 366                         | Seznam měst v Lotyšsku (Lotyšsko) | Vidzeme                    | Baldone       |
|      | Baloži       | Kategorie „Baloži“ na Wikimedia Commons       | 5 757                         | Seznam měst v Lotyšsku (Lotyšsko) | Vidzeme                    | Ķekava        |
|      | Balvi        | Kategorie „Balvi“ na Wikimedia Commons        | 7 897                         | Seznam měst v Lotyšsku (Lotyšsko) | Latgale                    | Balvi         |
|      | Bauska       | Kategorie „Bauska“ na Wikimedia Commons       | 9 972                         | Seznam měst v Lotyšsku (Lotyšsko) | Zemgale                    | Bauska        |
|      | Brocēni      | Kategorie „Brocēni“ na Wikimedia Commons      | 3 376                         | Seznam měst v Lotyšsku (Lotyšsko) | Kuronsko                   | Brocēni       |
|      | Cēsis        | Kategorie „Cēsis“ na Wikimedia Commons        | 17 915                        | Seznam měst v Lotyšsku (Lotyšsko) | Vidzeme                    | Cēsis         |
|      | Cesvaine     | Kategorie „Cesvaine“ na Wikimedia Commons     | 1 662                         | Seznam měst v Lotyšsku (Lotyšsko) | Vidzeme                    | Cesvaine      |
|      | Dagda        | Kategorie „Dagda“ na Wikimedia Commons        | 2 484                         | Seznam měst v Lotyšsku (Lotyšsko) | Latgale                    | Dagda         |
|      | Dobele       | Kategorie „Dobele“ na Wikimedia Commons       | 11 066                        | Seznam měst v Lotyšsku (Lotyšsko) | Zemgale                    | Dobele        |
|      | Durbe        | Kategorie „Durbe“ na Wikimedia Commons        | 622                           | Seznam měst v Lotyšsku (Lotyšsko) | Kuronsko                   | Durbe         |
|      | Grobiņa      | Kategorie „Grobiņa“ na Wikimedia Commons      | 4 225                         | Seznam měst v Lotyšsku (Lotyšsko) | Kuronsko                   | Grobiņa       |
|      | Gulbene      | Kategorie „Gulbene“ na Wikimedia Commons      | 8 745                         | Seznam měst v Lotyšsku (Lotyšsko) | Vidzeme                    | Gulbene       |
|      | Ikšķile      | Kategorie „Ikšķile“ na Wikimedia Commons      | 4 023                         | Seznam měst v Lotyšsku (Lotyšsko) | Vidzeme                    | Ikšķile       |
|      | Ilūkste      | Kategorie „Ilūkste“ na Wikimedia Commons      | 2 820                         | Seznam měst v Lotyšsku (Lotyšsko) | Sēlija                     | Ilūkste       |
|      | Jaunjelgava  | Kategorie „Jaunjelgava“ na Wikimedia Commons  | 2 245                         | Seznam měst v Lotyšsku (Lotyšsko) | Sēlija                     | Jaunjelgava   |
|      | Kandava      | Kategorie „Kandava“ na Wikimedia Commons      | 4 232                         | Seznam měst v Lotyšsku (Lotyšsko) | Kuronsko                   | Kandava       |
|      | Kārsava      | Kategorie „Kārsava“ na Wikimedia Commons      | 2 395                         | Seznam měst v Lotyšsku (Lotyšsko) | Latgale                    | Kārsava       |
|      | Krāslava     | Kategorie „Krāslava“ na Wikimedia Commons     | 10 053                        | Seznam měst v Lotyšsku (Lotyšsko) | Latgale                    | Krāslava      |
|      | Kuldīga      | Kategorie „Kuldīga“ na Wikimedia Commons      | 12 659                        | Seznam měst v Lotyšsku (Lotyšsko) | Kuronsko                   | Kuldīga       |
|      | Ķegums       | Kategorie „Ķegums“ na Wikimedia Commons       | 2 494                         | Seznam měst v Lotyšsku (Lotyšsko) | Vidzeme                    | Ķegums        |
|      | Lielvārde    | Kategorie „Lielvārde“ na Wikimedia Commons    | 6 791                         | Seznam měst v Lotyšsku (Lotyšsko) | Vidzeme                    | Lielvārde     |
|      | Līgatne      | Kategorie „Līgatne“ na Wikimedia Commons      | 1 225                         | Seznam měst v Lotyšsku (Lotyšsko) | Vidzeme                    | Līgatne       |
|      | Limbaži      | Kategorie „Limbaži“ na Wikimedia Commons      | 8 406                         | Seznam měst v Lotyšsku (Lotyšsko) | Vidzeme                    | Limbaži       |
|      | Līvāni       | Kategorie „Līvāni“ na Wikimedia Commons       | 8 824                         | Seznam měst v Lotyšsku (Lotyšsko) | Latgale                    | Līvāni        |
|      | Lubāna       | Kategorie „Lubāna“ na Wikimedia Commons       | 1 866                         | Seznam měst v Lotyšsku (Lotyšsko) | Vidzeme                    | Lubāna        |
|      | Ludza        | Kategorie „Ludza“ na Wikimedia Commons        | 9 508                         | Seznam měst v Lotyšsku (Lotyšsko) | Latgale                    | Ludza         |
|      | Madona       | Kategorie „Madona“ na Wikimedia Commons       | 8 691                         | Seznam měst v Lotyšsku (Lotyšsko) | Vidzeme                    | Madona        |
|      | Mazsalaca    | Kategorie „Mazsalaca“ na Wikimedia Commons    | 1 470                         | Seznam měst v Lotyšsku (Lotyšsko) | Vidzeme                    | Mazsalaca     |
|      | Ogre         | Kategorie „Ogre, Latvia“ na Wikimedia Commons | 26 093                        | Seznam měst v Lotyšsku (Lotyšsko) | Vidzeme                    | Ogre          |
|      | Olaine       | Kategorie „Olaine“ na Wikimedia Commons       | 12 577                        | Seznam měst v Lotyšsku (Lotyšsko) | Vidzeme                    | Olaine        |
|      | Pāvilosta    | Kategorie „Pāvilosta“ na Wikimedia Commons    | 1 143                         | Seznam měst v Lotyšsku (Lotyšsko) | Kuronsko                   | Pāvilosta     |
|      | Piltene      | Kategorie „Piltene“ na Wikimedia Commons      | 1 053                         | Seznam měst v Lotyšsku (Lotyšsko) | Kuronsko                   | Ventspils     |
|      | Pļaviņas     | Kategorie „Pļaviņas“ na Wikimedia Commons     | 3 672                         | Seznam měst v Lotyšsku (Lotyšsko) | Vidzeme                    | Pļaviņas      |
|      | Preiļi       | Kategorie „Preiļi“ na Wikimedia Commons       | 7 883                         | Seznam měst v Lotyšsku (Lotyšsko) | Latgale                    | Preiļi        |
|      | Priekule     | Kategorie „Priekule“ na Wikimedia Commons     | 2 433                         | Seznam měst v Lotyšsku (Lotyšsko) | Kuronsko                   | Priekule      |
|      | Rūjiena      | Kategorie „Rūjiena“ na Wikimedia Commons      | 3 388                         | Seznam měst v Lotyšsku (Lotyšsko) | Vidzeme                    | Rūjiena       |
|      | Sabile       | Kategorie „Sabile“ na Wikimedia Commons       | 1 387                         | Seznam měst v Lotyšsku (Lotyšsko) | Kuronsko                   | Talsi         |
|      | Salacgrīva   | Kategorie „Salacgrīva“ na Wikimedia Commons   | 3 269                         | Seznam měst v Lotyšsku (Lotyšsko) | Vidzeme                    | Salacgrīva    |
|      | Salaspils    | Kategorie „Salaspils“ na Wikimedia Commons    | 18 092                        | Seznam měst v Lotyšsku (Lotyšsko) | Vidzeme                    | Salaspils     |
|      | Saldus       | Kategorie „Saldus“ na Wikimedia Commons       | 12 192                        | Seznam měst v Lotyšsku (Lotyšsko) | Kuronsko                   | Saldus        |
|      | Saulkrasti   | Kategorie „Saulkrasti“ na Wikimedia Commons   | 3 280                         | Seznam měst v Lotyšsku (Lotyšsko) | Vidzeme                    | Saulkrasti    |
|      | Seda         | Kategorie „Seda, Latvia“ na Wikimedia Commons | 1 540                         | Seznam měst v Lotyšsku (Lotyšsko) | Vidzeme                    | Strenči       |
|      | Sigulda      | Kategorie „Sigulda“ na Wikimedia Commons      | 11 200                        | Seznam měst v Lotyšsku (Lotyšsko) | Vidzeme                    | Sigulda       |
|      | Skrunda      | Kategorie „Skrunda“ na Wikimedia Commons      | 2 464                         | Seznam měst v Lotyšsku (Lotyšsko) | Kuronsko                   | Skrunda       |
|      | Smiltene     | Kategorie „Smiltene“ na Wikimedia Commons     | 5 768                         | Seznam měst v Lotyšsku (Lotyšsko) | Vidzeme                    | Smiltene      |
|      | Staicele     | Kategorie „Staicele“ na Wikimedia Commons     | 1 255                         | Seznam měst v Lotyšsku (Lotyšsko) | Vidzeme                    | Aloja         |
|      | Stende       | Kategorie „Stende“ na Wikimedia Commons       | 1 885                         | Seznam měst v Lotyšsku (Lotyšsko) | Kuronsko                   | Talsi         |
|      | Strenči      | Kategorie „Strenči“ na Wikimedia Commons      | 1 401                         | Seznam měst v Lotyšsku (Lotyšsko) | Vidzeme                    | Strenči       |
|      | Subate       | Kategorie „Subate“ na Wikimedia Commons       | 739                           | Seznam měst v Lotyšsku (Lotyšsko) | Sēlija                     | Ilūkste       |
|      | Talsi        | Kategorie „Talsi“ na Wikimedia Commons        | 11 129                        | Seznam měst v Lotyšsku (Lotyšsko) | Kuronsko                   | Talsi         |
|      | Tukums       | Kategorie „Tukums“ na Wikimedia Commons       | 19 892                        | Seznam měst v Lotyšsku (Lotyšsko) | Zemgale                    | Tukums        |
|      | Valdemārpils | Kategorie „Valdemārpils“ na Wikimedia Commons | 1 382                         | Seznam měst v Lotyšsku (Lotyšsko) | Kuronsko                   | Talsi         |
|      | Valka        | Kategorie „Valka“ na Wikimedia Commons        | 6 010                         | Seznam měst v Lotyšsku (Lotyšsko) | Vidzeme                    | Valka         |
|      | Vangaži      | Kategorie „Vangaži“ na Wikimedia Commons      | 3 999                         | Seznam měst v Lotyšsku (Lotyšsko) | Vidzeme                    | Inčukalns     |
|      | Varakļāni    | Kategorie „Varakļāni“ na Wikimedia Commons    | 2 088                         | Seznam měst v Lotyšsku (Lotyšsko) | Latgale                    | Varakļāni     |
|      | Viesīte      | Kategorie „Viesīte“ na Wikimedia Commons      | 1 885                         | Seznam měst v Lotyšsku (Lotyšsko) | Sēlija                     | Viesīte       |
|      | Viļaka       | Kategorie „Viļaka“ na Wikimedia Commons       | 1 534                         | Seznam měst v Lotyšsku (Lotyšsko) | Latgale                    | Viļaka        |
|      | Viļāni       | Kategorie „Viļāni“ na Wikimedia Commons       | 3 420                         | Seznam měst v Lotyšsku (Lotyšsko) | Latgale                    | Viļāni        |
|      | Zilupe       | Kategorie „Zilupe“ na Wikimedia Commons       | 1 748                         | Seznam měst v Lotyšsku (Lotyšsko) | Latgale                    | Zilupe        |